# Николас, Сэмюэл
Сэмюэл Николас (1744, Филадельфия, Пенсильвания, США — 27 августа 1790) — первый офицер, назначенный в континентальные морские пехотинцы (предшественник корпуса морской пехоты США). По традиции рассматривается как первый комендант корпуса морской пехоты США.

## Биография
Николас родился в городе Филадельфия, штат Пенсильвания в 1744 году в семье Эндрю Мэри Шют Николас. Его отец был кузнецом, его дядя Этвуд Шют — мэром Пенсильвании (1756—1758). Получил образование в колледже Пенсильвании (сейчас Пенсильванский университет) и был франкмасоном, собрания ложи проводились в таверне Тун.
5 ноября 1775 года Николас был, согласно решению второго континентального Конгресса, назначен капитаном морских пехотинцев это было первым назначением континентальной морской службы. Его назначение было подтверждено в письме от 28 ноября, спустя 18 дней после резолюции континентального Конгресса 10 ноября 1775 года. «Должны быть созданы два батальона морской пехоты, состоящие из одного полковника, двух подполковников, двух майоров и других офицеров как обычно в другом полку, чтобы в других батальонах было равное число рядовых, чтобы особенное внимание уделялось тому, чтобы в офицеры назначались, а в батальоны зачислялись только хорошие моряки или настолько испытанные в морских делах чтобы могли нести службу в море как это требуется, чтобы они были призваны и назначены для службы в ходе войны с Великобританией и колониями до роспуска по решению Конгресса, чтобы они отличались названиями Первого и Второго батальона морских пехотинцев».